# 부산광역시 아동보호종합센터
부산광역시 아동보호종합센터(釜山廣域市 兒童保護綜合센터)는 아동의 권익보호와 복지증진에 관한 사무를 분장하는 부산광역시청의 사업소이다. 센터장은 지방서기관으로 보한다.

## 설치 근거 및 소관 사무

### 설치 근거
- 「부산광역시 행정기구 설치 조례」 제30조제1항[2]

### 소관 사무
- 아동의 권익보호 및 복지증진, 아동문제 조사·연구에 관한 사항
- 학대피해아동의 발견·보호·치료 및 예방에 관한 사항
- 아동과 관련한 가족문제 상담·치료 및 예방에 관한 사항
- 아동의 건전육성을 위한 프로그램 운영에 관한 사항

## 연혁
- 1953년 12월 5일: 부산시부녀상담소 설치.[3]
- 1965년 1월 1일: 부산시아동상담소 설치.[4]
- 1972년 11월 10일: 부산시부녀아동상담소로 통합.[5]
- 1976년 5월 4일: 부산시아동상담소로 개편.[6]
- 1982년 3월 13일: 부산직할시아동상담소로 개편.[7]
- 1982년 10월 12일: 부산직할시아동복지사업소로 개편.[8]
- 1987년 6월 10일: 부산직할시아동청소년회관으로 개편.[9]
- 1999년 1월 1일: 부산광역시아동청소년회관으로 개편.[10]
- 2006년 1월 4일: 부산광역시 아동보호종합센터로 개편.[11]

## 조직

### 센터장
- 관리팀[12]
- 아동보호팀[13]